# Церква Трійці Живоначальної (Азов)
Церква Трійці Живоначальної (рос. Церковь Троицы Живоначальной) — церква Російської православної церкви в місті Азов, Ростовська область, Росія. Належить до Ростовської і Новочеркаської єпархії.

## Історія
У 1989 році азовчани звернулися з проханням до органів місцевого муніципалітету з метою створення православного храму в місті. Дозвіл було отримано тільки після того, як місцеві жителі дійшли до Московського патріархату. Для організації молитовного будинку місцева влада передала приходу невелику будівлю, яку потім було відремонтовано силами парафіян. 18 серпня 1989 року органами місцевого муніципалітету було виділено ділянку під будівництво. 2 лютого 1990 року була побудована мала церква, і в тому ж році розпочалася підготовка до будівництва великого храму.
У 1991 в основу храму був закладений перший камінь і будівництво було розпочато. 1995 року в ще недобудованому храмі почалися богослужіння. У 2000 році будівництво завершилося відкриттям нової дзвіниці. У 2001 році стіни храму обклали цеглою, ділянку при храмі було впорядковано. Головні роботи виконано в 2004 році, коли були проведені реконструкція і переобладнання храму, а також встановлено різьблений п'ятиярусний іконостас. У 2007 почалася розпис внутрішніх стін храму.
В даний час при храмі відкриті: недільна школа, духовно-просвітницький молодіжний центр, факультатив церковно-хорового співу.

## Святині
- Список Азовської ікони Божої Матері
- Ікона з часткою мощей прп. Амвросія Оптинського

## Духовенство
Настоятель — ієромонах Амвросій (Плахотний).

### Клірики
- ієрей Матвій Чеботарьов;
- ієрей Костянтин Ігнатченко.